# Toma de Porrentruy
La Toma de Porrentruy consistió en un breve sitio donde se enfrentaron por primera vez los ejércitos del Archiduque de Austria y la Francia revolucionaria, en Porrentruy, ciudad del Principado Obispado de Basilea, el 28 de abril de 1792, en el marco de las guerras revolucionarias, constituyéndose en el primer capítulo de la guerra de la Primera coalición.

## Contexto histórico
El 27 de agosto de 1791, el archiduque de Austria, Leopoldo II, y el rey de Prusia, Federico Guillermo II, dirigieron a la Asamblea Nacional francesa un ultimátum concerniente a la seguridad del monarca francés (Declaración de Pillnitz), lo cual fue tomado por el gobierno de Francia como amenaza de guerra. 
El 20 de abril de 1792, tras la comparecencia de Dumoriez, ministro de Exteriores de Francia en la Asamblea, se vota en ésta la Declaración de guerra de Francia a Austria, la cual había enviado a Luis XVI el 15 de abril un ultimátum referente a los derechos sobre las posesiones de los príncipes de la Alsacia.
Era imposible empezar una guerra con buenos augurios en particular después de la huida de Varennes. Regimientos enteros, como los regimientos Royal-Allemand y los húsares de Sajonia, huyeron o se pasaron al enemigo.
Pero los coaligados, Austria y Prusia, actuaron con lentitud, y entonces el mariscal Nicolas Luckner, comandante del ejército del Rin, decidió tomar la plaza fuerte de Porrentruy, en la actual Suiza, situada fronterizamente en el actual cantón del Jura, con el fin de prevenir una invasión por parte de los austríacos.

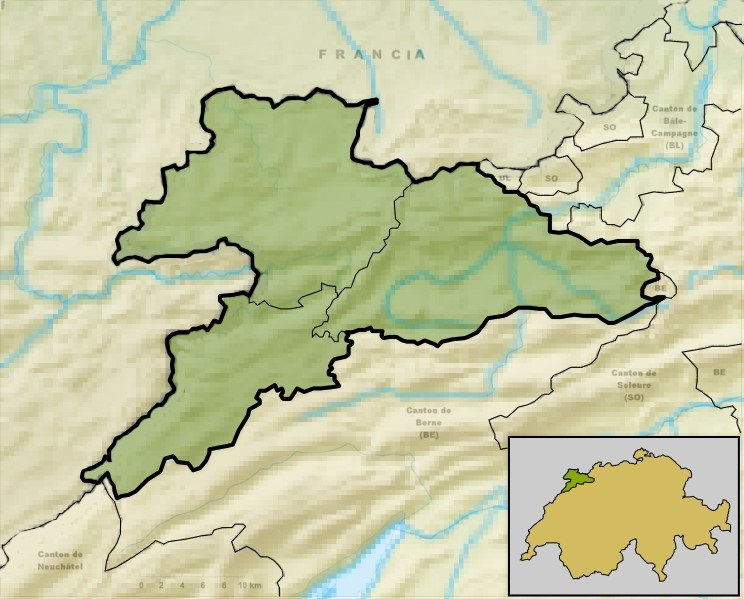
Cantón del Jura, donde está situado Porrentruy

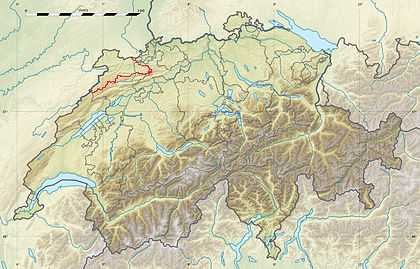
Localización del cantón del Jura en Suiza.

## La batalla
El mariscal Luckner, quien comandaba una fuerza de 12.000 hombres establecidos en el extremo de la Baja Alsacia, entre Lauterbourg, Landau y Wissembourg, encargó al general Custine penetrar en la provincia de Porrentruy, cuya ocupación le parecía necesaria al mariscal Luckner para protegerse en el caso de que fuera invadida esta parte de la frontera francesa.
El general Custine, a la cabeza de 2000 hombres del 23º Regimiento de Infantería de Línea comandados por el coronel Charles Grangier de La Ferriere y seguidos por 3 batallones de infantería, 1 Batería de artillería y 300 dragones de Caballería, entró el 28 de abril de 1792 en el principado para rendir Porrentruy. La guarnición de la plaza disponía de 400 soldados austríacos, pero el Príncipe-obispo no deseaba resistir un asedio y desistió de aguantar el cerco, retirándose con ellos a Bienne en Suiza.

## Consecuencias
Custine, vencedor sin haber combatido, tomó posesión de Porrentruy e hizo construir fortificaciones sobre la montaña de Laumont para defender los valles de Friburgo, Bienne, Basilea y Soleura. Se formó la República Rauraciana.